# آرامگاه یادمانی سلطنتی قدیم پاهانگ
آرامگاه یادمانی سلطنتی قدیم پاهانگ (انگلیسی: Pahang Old Royal Mausoleum) یک محوطه تدفین سلطنتی در کامپونگ مرحوم، کوالا پاهانگ، پکان، ایالت پاهانگ، مالزی است.

## فهرست قبرها
حاکمان با عنوان بنداهارا سری مهاراجه
- تون عبدالمجید دوم ‎(۱۷۵۶–۱۸۰۲)
- تون محمد ‎ (۱۸۰۲–۱۸۰۳)

سلطان
- سلطان احمد المعظم شاه ‎ (۱۸۸۱–۱۹۱۴) تون احمد ‎ (۱۸۶۳–۱۸۸۱)
- سلطان محمود شاه ‎ (۱۹۱۴–۱۹۱۷)
- سلطان عبدالله المعتصم بالله شاه ‎ (۱۹۱۷–۱۹۳۲)

سلطان جوهر
- سلطان عبدالجلیل رعایت شاه چهارم ‎ (۱۶۹۹–۱۷۲۰)